# Andreas Gruber (Schriftsteller)

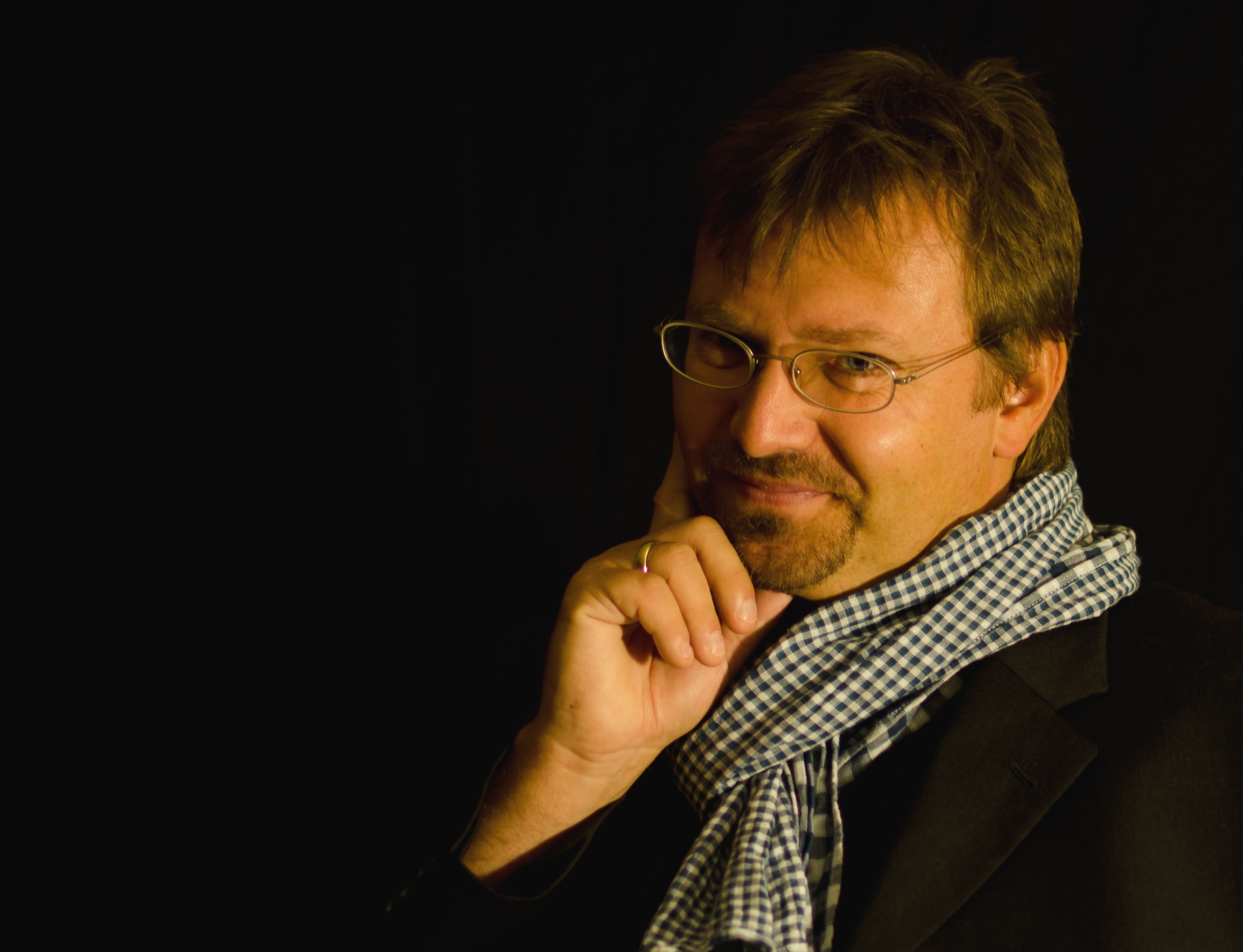
Andreas Gruber (2011)

Andreas Gruber (* 28. August 1968 in Wien) ist ein österreichischer Schriftsteller, der vorrangig in den Genres Phantastik, Horror und Thriller schreibt.

## Leben
Andreas Gruber studierte an der Wirtschaftsuniversität Wien und lebt als freier Autor mit seiner Familie in Grillenberg südlich von Wien. Seine Bücher wurden unter anderem dreimal mit dem Vincent Preis und dreimal mit dem Deutschen Phantastik Preis ausgezeichnet, sowie in mehr als zehn Sprachen übersetzt, unter anderem in Italien, Frankreich, Russland, Brasilien, Korea und Japan. Mit seinen verschiedenen Buchreihen um den Wiener Versicherungsdetektiv Peter Hogart, den Kripoermittler Walter Pulaski, den BKA-Profiler Maarten S. Sneijder oder die jugendliche Abenteurerin Terry West erreichte er im deutschsprachigen Raum eine Gesamtauflage von über 7 Millionen verkauften Exemplaren. Gemeinsam mit dem Mordsharz-Festival rief er im Jahr 2018 den Harzer-Hammer ins Leben, ein mit 1000 Euro dotierter und seitdem jährlich im Rahmen des Festivals vergebener Literaturpreis für Krimi-Nachwuchsautoren.

### Werk
Andreas Gruber beschäftigt sich seit 1996 konkret mit dem Schreiben. Für das Magazin Space View verfasste er anfangs Autorenportraits, es folgten ab 1997 die ersten Kurzgeschichten für Fanzines wie Fantasia, Nocturno, Sagittarius, SOLAR-X und das Andromeda-SF-Magazin sowie in Literaturzeitschriften wie @cetera und DUM. 1999 erlangte seine Kurzgeschichte Das Planspiel den ersten Platz beim Literaturwettbewerb des NÖ Donaufestivals.
Seine Geschichten erschienen in zahlreichen Magazinen wie Alien Contact, Criminalis, Nocturno, Nova, Omen, phantastisch! und Space View sowie in Anthologien der Verlage Aarachne, Arcanum Fantasy Verlag, Basilisk, Bejot, Bielefeld, Blitz Verlag, Eloy Edictions, Fabylon, lerato, midas publishing, Robert Richter, Schreiblust, Shayol, Storia, ubooks, Ulmer Manuskripte, VirPriV, Verlag Torsten Low und Web-Site.
Viele seiner Werke und Geschichten sind mit verschiedenen Preisen ausgezeichnet oder für diese nominiert. 2019 hat Constantin Film im Auftrag von SAT.1 damit begonnen, seine Maarten-S.-Sneijder-Reihe zu verfilmen.

## Auszeichnungen und Nominierungen (Auswahl)
- 1998: 3. Platz beim Marburg Award für die Kurzgeschichte Duke Manór
- 1999: 2. Platz beim Marburg Award für die Kurzgeschichte Corpus Laceraris
- 1999: 1. Platz beim Literaturwettbewerb des NÖ Donaufestivals 1999 für die Kurzgeschichte Das Planspiel
- 2002: 1. Platz beim Deutschen Phantastik Preis für die Kurzgeschichtensammlung Die letzte Fahrt der Enora Time
- 2002: 1. Platz beim Deutschen Phantastik Preis für die Kurzgeschichte Die letzte Fahrt der Enora Time
- 2002: 2. Platz beim Deutschen Science-Fiction-Preis für die Kurzgeschichte Die letzte Fahrt der Enora Time
- 2002: 3. Platz beim Kurd-Laßwitz-Preis für die Kurzgeschichte Die letzte Fahrt der Enora Time
- 2003: 1. Platz beim Hörbuch-Autorenwettbewerb für das Hörbuch Das Planspiel
- 2006: 1. Platz beim Deutschen Phantastik Preis für den Roman Der Judas-Schrein (Kategorie: bestes Roman-Debüt)
- 2006: 3. Platz beim Deutschen Phantastik Preis für den Roman Der Judas-Schrein (Kategorie: bester Roman deutschsprachig)
- 2008: 1. Platz beim Vincent Preis als bester Autor
- 2008: 1. Platz beim Vincent Preis für den Roman Das Eulentor
- 2009: 1. Platz beim Vincent Preis für die Kurzgeschichte Die scharfe Kante des Geodreiecks
- 2012: 2. Platz beim Vincent Preis für die Kurzgeschichte Rue de la Tonnellerie
- 2015: Nominierung für den Leo-Perutz-Preis der Stadt Wien für den Roman Todesurteil
- 2016: Nominierung für den Friedrich-Glauser-Preis 2016 für den Roman Todesurteil
- 2016: 1. Platz beim Leo-Perutz-Preis 2016 der Stadt Wien für den Roman Racheherbst
- 2016: 1. Platz beim Skoutz-Award 2016 für den Roman Racheherbst
- 2016: 1. Platz bei der Herzogenrather Handschelle 2016 für den Roman Racheherbst
- 2018: Nominierung Viktor Crime Award 2018[2]
- 2020: Nominierung für den Jugend Glauser 2020 für den Roman Code Genesis – Sie werden dich finden[3]
- 2021: Österreichischer Krimipreis

## Bibliografie

### Romane

#### Jugend-Romane
- Code Genesis – Sie werden dich finden – Band 1. Cbj Kinderbücher Verlag, München 2019, ISBN 978-3-570-16535-5.
- Code Genesis – Sie werden dich jagen – Band 2. Cbj, München 2019, ISBN 978-3-570-16536-2.
- Code Genesis – Lass dich nicht schnappen – Exklusives Prequel. Cbj, München 2020.
- Code Genesis – Sie werden dich verraten – Band 3. Cbj, München 2020, ISBN 978-3-570-16537-9.
- Last Line of Defense – Der Angriff – Band 1. Ravensburger-Verlag, Ravensburg 2024, ISBN 978-3-473-58636-3.
- Last Line of Defense – Die Bedrohung – Band 2. Ravensburger-Verlag, Ravensburg 2024, ISBN 978-3-473-58637-0.
- Last Line of Defense – Der Crash – Band 3. Ravensburger-Verlag, Ravensburg 2025, ISBN 978-3-473-58638-7.

#### Horror-Romane
- Der Judas-Schrein. Festa Verlag, Leipzig 2005, ISBN 978-3-935822-83-1.
- Das Eulentor. Blitz Verlag, Windeck 2008, ISBN 978-3-89840-273-6.

#### Elena-Gerink-Reihe
- Herzgrab. Goldmann Verlag, München 2013, ISBN 978-3-442-48017-3.
- Herzfluch. Goldmann Verlag, München 2025, ISBN 978-3-641-30499-7.

#### Peter-Hogart-Reihe
- Die schwarze Dame. Festa Verlag, Leipzig 2007, ISBN 978-3-86552-072-2, überarbeitete Neuauflage im Goldmann Verlag, München 2020, ISBN 978-3-442-49096-7.
- Die Engelsmühle. Festa Verlag, Leipzig 2008, ISBN 978-3-86552-080-7, überarbeitete Neuauflage im Goldmann Verlag, München 2020, ISBN 978-3-442-49097-4.
- Die Knochennadel. Goldmann Verlag, München 2020, ISBN 978-3-442-49071-4.

#### Walter-Pulaski-Reihe
- Rachesommer. Goldmann Verlag, München 2011, ISBN 978-3-442-47382-3.
- Racheherbst. Goldmann Verlag, München 2015, ISBN 978-3-442-48241-2.
- Rachewinter. Goldmann Verlag, München 2018, ISBN 978-3-442-48655-7.
- Rachefrühling. Goldmann Verlag, München 2023, ISBN 978-3-442-49108-7.

#### Sabine-Nemez-&-Maarten-S.-Sneijder-Reihe
- Todesfrist. Goldmann Verlag, München 2013, 34. Auflage 2024, ISBN 978-3-442-47866-8.
- Todesurteil. Goldmann Verlag, München 2015, 18. Auflage 2024, ISBN 978-3-442-48025-8.
- Todesmärchen. Goldmann Verlag, München 2016, ISBN 978-3-442-48312-9.
- Todesreigen. Goldmann Verlag, München 2017, 8. Auflage 2024, ISBN 978-3-442-48313-6.
- Todesmal. Goldmann Verlag, München 2019, ISBN 978-3-442-48656-4.
- Todesschmerz. Goldmann Verlag, München 2021, ISBN 978-3-442-49109-4.
- Todesrache. Goldmann Verlag, München 2022, ISBN 978-3-442-49110-0.
- Todesspur. Goldmann Verlag, München 2024, ISBN 978-3-442-49448-4.

### Kurzgeschichtenbände
- Die letzte Fahrt der Enora Time. Shayol Verlag, Berlin 2003, ISBN 978-3-926126-14-6.
- Der fünfte Erzengel. Shayol Verlag, Berlin 2004, ISBN 978-3-95835-236-0.
- Jakob Rubinstein. Basilisk Verlag, Reichelsheim 2003, ISBN 978-3-935706-07-0.
- Ghost Writer. Shayol Verlag, Berlin 2011, ISBN 978-3-926126-96-2.
- Northern Gothic. Unheimliche Geschichten. Luzifer-Verlag, Drensteinfurt 2015, ISBN 978-3-95835-077-9.
- Apocalypse Marseille. Luzifer-Verlag, Drensteinfurt 2016, ISBN 978-3-95835-135-6.
- Dinner in the Dark. Luzifer-Verlag, Borgdorf-Seedorf 2019, ISBN 978-3-442-47382-3.

## Verfilmungen

### Maarten-S.-Sneijder-Reihe

#### Todesfrist
2019 verfilmte Constantin Film mit SAT.1 mit Todesfrist – Nemez und Sneijder ermitteln den ersten Band der Todes-Reihe von Andreas Gruber. Regie führte Christopher Schier, das Drehbuch schrieb Verena Kurth. Josefine Preuß spielt die junge Münchner Kommissarin Sabine Nemez, und den niederländischen Profiler des BKA Wiesbaden spielt der niederländische Schauspieler Raymond Thiry. Gedreht wurde in Wien.

#### Todesurteil
2020 verfilmte Constantin Film im Auftrag von SAT.1 mit Todesurteil – Nemez und Sneijder ermitteln den zweiten Band der Todes-Reihe von Andreas Gruber. Wieder nahm Christopher Schier im Regiestuhl Platz; auch die Besetzung der Protagonisten blieb gleich. Gedreht wurde erneut in Wien.